# Teucholabis (Paratropesa) nodulifera
Teucholabis (Paratropesa) nodulifera is een tweevleugelige uit de familie steltmuggen (Limoniidae). De soort komt voor in het Neotropisch gebied.